# Alfred A. Schmid
Alfred A. Schmid (eigentlich: Alfred Andreas Schmid; * 29. März 1920 in Luzern; † 29. Juli 2004 in Marsens, Kanton Freiburg) war ein Schweizer Kunsthistoriker und Professor an der Universität Freiburg i. Üe.

## Leben und Wirken
Alfred A. Schmid, zweites Kind des Franz Adam und der Bertha Hermine, geborene Heller, wuchs in einer katholischen Familie in Luzern auf. Nach der obligatorischen Schule besuchte er die Kantonsschule Luzern, die er mit der Matura abschloss. Bald nach der Rekrutenschule musste Schmid als Horcher bei der Fliegerabwehr Aktivdienst in Brugg leisten. Er studierte Kunstgeschichte, klassische Archäologie und historische Hilfswissenschaften an den Universitäten von Zürich und Basel sowie an der ETH Zürich. Die Kinderlähmung, an der er 1944 erkrankte, überstand er ohne weitere Folgen. 1946 promovierte er bei Joseph Gantner in Basel. Seine Dissertation befasste sich erstmals umfassend mit der Buchmalerei der Schweiz vor und nach der Reformation. Im gleichen Jahr nahm er einen Lehrauftrag an der Universität Freiburg wahr. An derselben Universität wurde er 1949 ausserordentlicher und von 1956 bis 1990 ordentlicher Professor für Kunstgeschichte. 1961 bis 1964 war er Gastprofessor an der Universität Lausanne. Er war ledig.
Als Hochschullehrer prägte Schmid Generationen von Kunsthistorikern und den wissenschaftlich hohen Stand der schweizerischen Denkmalpflege. Ihm ist die Bewahrung vor dem Abriss und die Restaurierung, Erhaltung, Erforschung und Dokumentation zahlreicher Denkmäler in der Schweiz zu verdanken.
1952 wurde Schmid Mitglied der Eidgenössischen Kommission für Denkmalpflege und 1964 deren Präsident. Unter seiner Präsidentschaft verfestigte sich die schweizerische Denkmalpflege zur wohlgelittenen Institution. Städte und Kantone richteten in föderalistischer Weise ihre autonomen Amtsstellen ein. In dieser Zeit liess die Eidgenössische Kommission für Denkmalpflege 2342 Objekte restaurieren bzw. unter Denkmalschutz stellen. Die Bundessubventionen an Restaurationen verdoppelten sich von 2 auf 4 Millionen Franken zwischen 1960 und 1965 und erreichten 1989 einen Höhepunkt mit fast 42 Millionen.
Viele Kulturgüter wurden mit Schmids Unterstützung in die Liste des Weltkulturerbes aufgenommen, wie etwa der Stiftsbezirk St. Gallen, die Berner Altstadt oder das Benediktinerkloster St. Johann in Müstair.
Der Stiftsbibliothek St. Gallen vermachte er seine Privatbibliothek. Sie umfasst 250 Laufmeter Fachliteratur zur Kunstgeschichte, mit Schwerpunkten zur mittelalterlichen Buchmalerei und zum Barock.

## Publikationen (Auswahl)

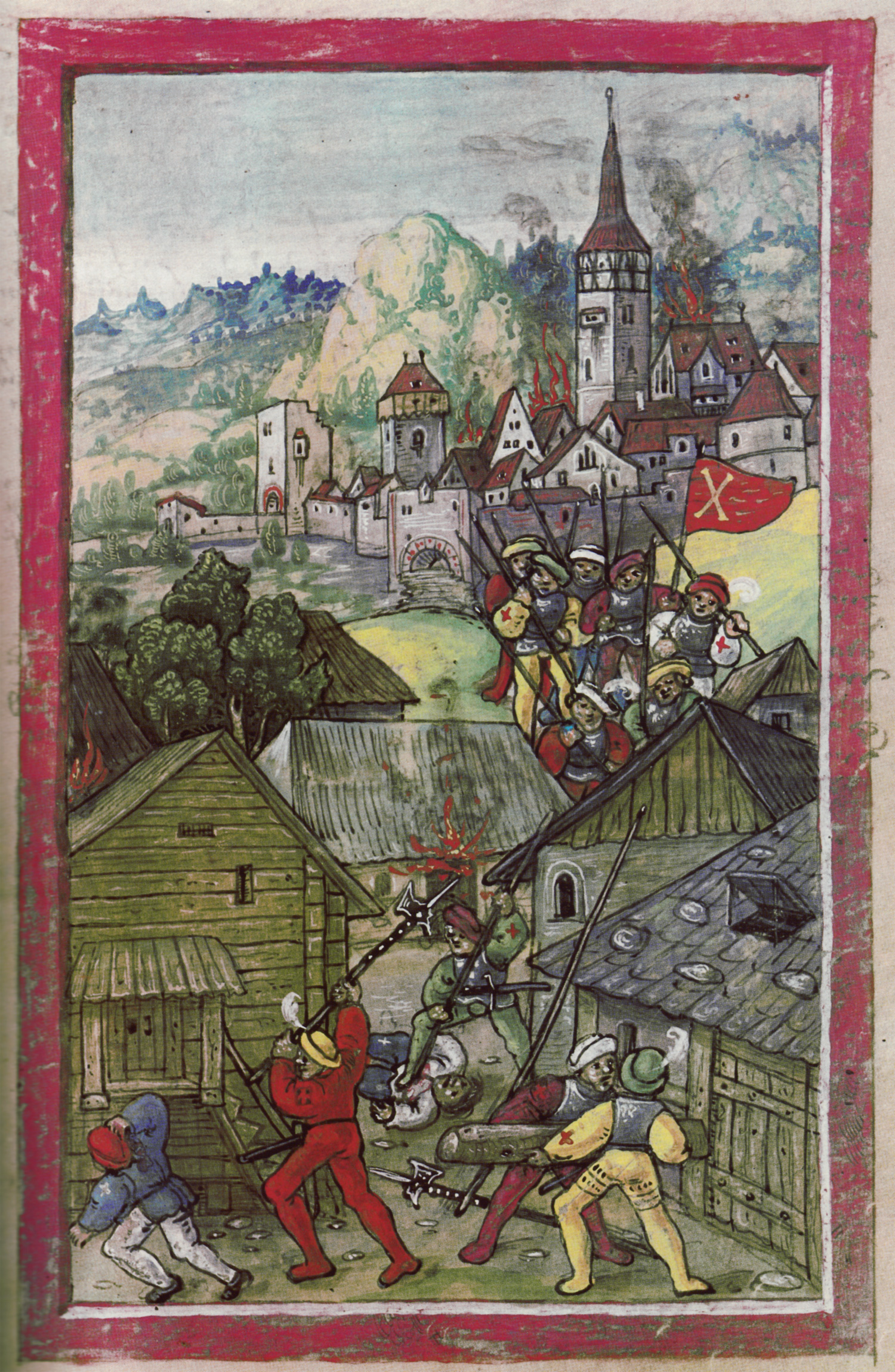
Schwabenkrieg aus der Bilderchronik von Diebold Schilling

- 1953 publizierte Schmid einen Artikel über Die Reichenauer Handschrift in Brescia in Arte del primo Millenio. Atti del convegno di Pavia per lo studio dell’arte dell’Alto Medio Evo (1950).
- 1954 erschien seine Dissertation Untersuchungen zur Buchmalerei des 16. Jahrhunderts in Buchform beim Urs-Graf Verlag in Olten.
- 1958 folgte Das Graduale von St. Katharinental im Bericht der Gottfried-Keller-Stiftung.
- 1964 gab Schmid die Festschrift für Linus Birchler, Corolla heremitana heraus.
- 1968 fungierte er als Mitherausgeber des vierbändigen Lexikons der christlichen Ikonographie, das in Rom, Freiburg, Basel und Wien erschien.
- 1971 publizierte er zusammen mit Ellen J. Beer Die Buchkunst der Bibel von Moutier-Grandval
- 1971 übernahm er die Herausgabe des bisher zwei-, neu dreibändigen Kunstführers durch die Schweiz.
- 1981 erschien der von Schmid herausgegebene Kommentarband zur Luzerner Chronik des Diebold Schilling des Jüngeren. Schmid beschrieb die Bilder aus kunstgeschichtlicher Sicht.[7][8]

## Aufgaben und Mitgliedschaften (Auswahl)
- Von 1949 bis 1960 war er Mitglied der Schweizerischen UNESCO-Kommission.[9]
- Von 1952 bis 1956 leitete Schmid ad interim das Museum für Kunst und Geschichte in Freiburg.
- Ab 1952 war er Mitglied der Eidgenössischen Kommission für Denkmalpflege; von 1964 bis 1990 deren Präsident.
- 1956 leitete er als Dekan die philosophische Fakultät der Universität Freiburg[10]
- Er war Mitglied des Schweizerischen Nationalfonds zur Förderung der wissenschaftlichen Forschung; 1987 bis 1990 dessen Präsident.
- Mitglied des Exekutivkomitees im International Council on Monuments and Sites (Icomos).
- Mitgründer und erster Präsident von Icomos Schweiz.[11][12]
- Mitgründer vom Mediävistischen Institut der Universität Freiburg.

## Ehrungen und Auszeichnungen (Auswahl)
- 1946 verlieh ihm der Vatican den Orden des Heiligen Silvester.[13]
- 1972 wurde Schmid Ehrenburger der Burgergemeinde Freiburg.[14]
- 1975 erhielt er den Innerschweizer Kulturpreis.
- 1979 verlieh ihm das Deutsche Nationalkomitee für Denkmalschutz den Karl-Friedrich-Schinkel-Ring.[15]
- 1980 erschien zu seinem 60. Geburtstag die Festschrift «Kunst um Karl Borromäus».[16]
- 1981 wurde Schmid von der Stadt Freiburg i. Üe. zum Ehrenbürger ernannt.[17]
- 1990 erschien zu seinem 70. Geburtstag die Festschrift «Das Denkmal und die Zeit»[18]
- 1999 ehrte ihn die Alfred-Toepfer-Stiftung mit der Europa-Goldmedaille für Denkmalpflege[19]